# Domenico Artaria (Musikverleger)
Domenico Artaria (* 20. November 1775 in Blevio am Comersee; † 5. Juli 1842 in Wien) war ein bedeutender Musikverleger, Musikalienhändler und Sammler in Wien. Sein gleichnamiger Vetter (1765–1823) war Kunstverleger in Mannheim.

## Leben
Domenico war der Sohn von Francesco Artaria (1744–1808), der das Wiener Stammhaus mitbegründet hatte, und der Angiola geb. Caronti († 1818). Domenico wurde als Nachfolger seines Vaters Teilhaber des Wiener Unternehmens Artaria. 1801 ging er eine eigene Teilhaberschaft mit dem Musikverlag „T. Mollo & Co.“ von Tranquillo Mollo ein und verkaufte 1802 diesem seine Anteile an T. Mollo.
Nachdem er 1802 die Anteile seines zukünftigen Schwiegervaters Carlo Artaria (1747–1808) erworben hatte und zwei Jahre später auch die Partnerschaft mit Mollo abgelöst hatte, war Domenico Artaria 1804 Alleininhaber des Wiener Stammhauses am Kohlmarkt (seit 1789 in der heutigen Nr. 9), das damals zu den führenden europäischen Musikverlagen zählte. Er verlegte unter anderen Werke Franz Schuberts. Partnerschaften ging er mit Pietro Cappi (1804–1816) und mit Carlo Boldrini (1810–1824) ein. 1805 verlor Beethoven einen Prozess nach langwierigen Streitigkeiten um das Streichquintett C-Dur op. 29, woraufhin er seine Verbindung zu Artaria weitgehend einstellte.
Berühmt wurde Artarias Sammlung von Original-Meisterhandschriften mit Werken von Haydn, Mozart, Schubert und mehr als 80 Autographen Beethovens. Die Sammlung gelangte über Bonn (1897) 1901 in die Königlich Preußische Staatsbibliothek in Berlin.
Artaria wurde auf dem Dornbacher Friedhof in Wien-Hernals begraben.
Familie
Domenico Artaria war verheiratet mit Terese geb. Artaria (1786–1844). Das Paar hatte drei Söhne, von denen August (1807–1893) der bekannteste wurde.